# Уолтон, Сэм
Сэмюэ́л Мур «Сэм» Уо́лтон (англ. Samuel Moore "Sam" Walton; 29 марта 1918 — 5 апреля 1992) — американский бизнесмен, основатель сетей магазинов Walmart и Sam's Club. В период с 1985 по 1988 год журнал Forbes признавал Сэма Уолтона самым богатым человеком Америки.

## Ранние годы
Сэм Уолтон родился 29 марта 1918 года в городе Кингфишер (штат Оклахома) в семье фермеров Томаса Гибсона Уолтона и Нэн Уолтон. В 1923 году в возрасте пяти лет переезжает в город Спрингфилд (штат Миссури), где начинает ходить в школу.
Во время Великой депрессии Сэм Уолтон принимает участие в семейном бизнесе по торговле молоком, в его обязанности входила дойка коров и доставка молока клиентам.
У нас было десять или двенадцать клиентов, которые платили по десять центов за галлон. Самое приятное заключалось в том, что мама снимала сливки и делала мороженое.
В возрасте семи лет Сэм Уолтон начинает продавать журнальную подписку, а начиная с седьмого класса и до конца учёбы в колледже занимается доставкой газет на дом. Также во время учёбы Уолтон выращивает кроликов и голубей на продажу.
Позднее семья переезжает в небольшой городок Маршалл, штат Миссури, где Сэм в течение нескольких лет подряд избирается старостой класса. Вступив в Маршелле в ряды бойскаутов, Сэм заключает пари с другими мальчиками на то, кто из них первым получит степень Орла. В тринадцать лет Сэм Уолтон становится самым юным Орлом в истории скаутского движения в штате Миссури того времени.
Из газеты «Shelbina Democrat» Лето 1932 года:
Благодаря своей тренированности, приобретенной в рядах бойскаутов, Сэм Уолтон, сын мистера и миссис Уолтонов из Шелбины, спас жизнь Дональду Петерсену, малышу профессора и миссис Петерсонов, когда тот, в четверг, во второй половине дня, тонул в Солт Ривер…
Далее Уолтоны живут в Сельбине, штат Миссури, где Сэм поступает в среднюю школу, а позже — в Колумбии (штат Миссури). Там Уолтон оканчивает среднюю школу Хикмен. По окончании Сэм попадает в список лучших учеников. Становится председателем ученического совета самоуправления и активно участвует в работе множества клубов по интересам, в частности, в клубе ораторского искусства, и избирается Самым Разносторонним Мальчиком.
Далее Сэм поступает в Миссурийский университет, где его принимают в члены самого лучшего студенческого общества «Бета Тета Пи», долгие годы лидирующего в университетской атлетической лиге. На втором курсе члены «Бета Тета Пи», избрали Сэма Уолтона старшиной по набору новых кадров. В это время Сэм ставит перед собой цель стать президентом университетского студенческого совета самоуправления. Его избирали президентом почётного общества старшекурсников, членом правления студенческого объединения и президентом старшего курса, он был капитаном и президентом «Ножен и клинка», элитной военной организации Службы подготовки офицеров резерва США.
Незадолго до окончания колледжа Сэм получает предложение на работу от компании J. C. Penney и 3 июля 1940 года переезжает в город Де-Мойн штата Айова, и приступает к работе в должности менеджера-стажера в розничном магазине с зарплатой $75 в месяц.
К началу 1942 года Сэм увольняется из J. C. Penney и уезжает в окрестности Тулсы, на юг, где и знакомится со своей будущей женой Хелен Робсон.
Вскоре после знакомства, в 1942 году, Сэма призывают в армию США, однако из-за неполадок с сердцем к боевым действиям его не допускают, и в чине лейтенанта, а затем капитана Сэм занимается контролем за соблюдением безопасности на самолётостроительном заводе и в лагерях военнопленных в Калифорнии и по всей стране.
Примерно через год после призыва, 14 февраля 1943 года, Сэм Уолтон и Хелен Робсон поженились, это произошло в городке Клэрмор, штат Оклахома.

## Первые магазины
После окончания войны Уолтоны решили заняться розничной торговлей. Сэм арендовал магазин с капиталом в $25 000 в городе Ньюпорт (штат Арканзас). Население города в то время составляло 7000 человек. Отец Хелен одолжил супругам для покупки магазина $20 000. Магазин работал по франшизе «Бен Франклин», принадлежащей компании Butler Brothers. Магазин начал работать 1 сентября 1945 года. При прежнем владельце магазин приносил $72 000 выручки за год. В первый год работы Уолтон получил выручку $105 000, на второй год работы — $140 000, а на третий год работы — $175 000.
В своём первом магазине в Ньюпорте Сэм Уолтон начал отрабатывать технологии, которые позднее принесли успех Wal-Mart: продажа товаров по низким ценам, закупка товаров по низким ценам непосредственно у производителя, а не у посредников, продление часов работы магазина в праздничные дни и т. д.
На пятый год работы магазин Уолтона стал лидером по продажам сети «Бен Франклин» в шести штатах. Успех магазина привлёк внимание, и владелец помещения не стал продлевать договор аренды, сдав помещение для магазина своему сыну.
Весной 1950 года семья Уолтонов переехала в городок Бентонвилл (Арканзас). В семье Уолтонов было уже четверо детей: Боб, Джон, Джим и девочка Элис. Население Бентонвилла составляло 3000 человек. Хелен Уолтон считала города с населением 10 тыс. человек слишком большими.
В Бентонвилле Уолтон открыл свой магазин под названием «Walton’s Five and Dime». В первый год выручка магазина составила $32 000. В 1952 году Уолтон открыл ещё один магазин в городке Фейетвилл. К 1962 году Уолтон вместе со своим младшим братом Бадом открыли 16 магазинов в штатах Арканзас, Миссури и Канзас. Уолтон начинает привлекать в партнёры директоров магазинов, разрешая им инвестировать в магазины собственные средства. Между магазинами Уолтон перемещался на самолёте, которым сам и управлял.

## Первый Wal-Mart

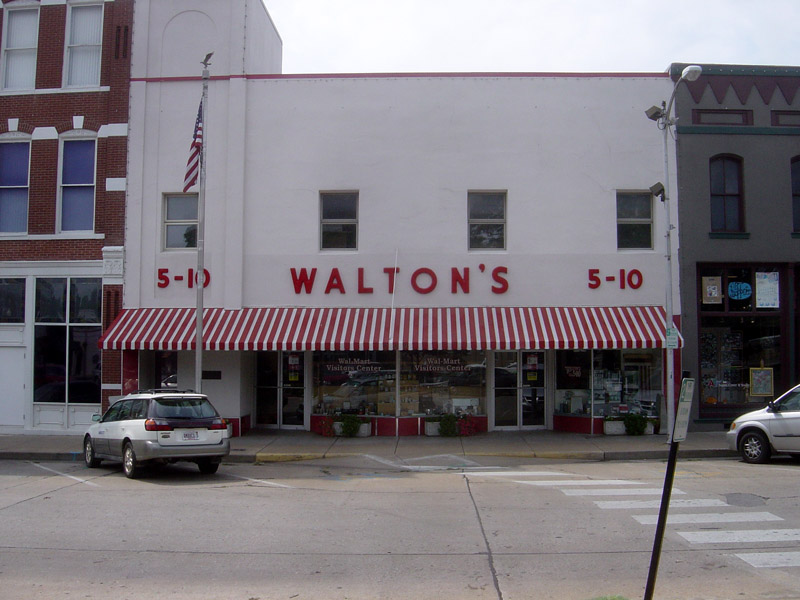
Первый магазин Уолтона в Бентонвилле

Первый магазин Wal-Mart был открыт 2 июля 1962 года в г. Роджерс (Rogers), штат Арканзас. Сэму Уолтону было уже 44 года. Название Wal-Mart было выбрано из-за малого количества букв — так дешевле стоили вывески. Планируя философию управления магазинами, Уолтон вдохновлялся китайской сетью Жуйфусян.
К 1979 году количество магазинов Wal-Mart выросло до 230, а их годовая выручка превысила $1 млрд.
Со временем сеть магазинов Wal-Mart стала крупнейшей в США. С 1985 по 1988 год журнал Форбс называл Сэма Уолтона самым богатым человеком США. Билл Гейтс был назван самым богатым человеком США в 1992 году, то есть после смерти Сэма.
Сэм и Хелен Уолтон оказывали финансовую помощь образовательным, религиозным и общественным организациям. Финансировали строительство зоопарков, библиотек, спортивных сооружений.
Сэм Уолтон умер 5 апреля 1992 года от миеломной болезни. Журнал Форбс оценил состояние Уолтона в 1992 году в $58,6 млрд.
Сэм Уолтон завещал свою долю в компании жене Хелен Уолтон и четырём детям (Роб, Джон, Джим и Элис), суммарное состояние которых к 2021 году достигло 200 млрд долларов. Роб Уолтон стал председателем совета директоров компании Wal-Mart. Джон был директором компании до своей смерти, в 2005 году погиб в авиакатастрофе. Джим основал Arvest Bank, которым он владеет до сих пор, активы финансовой организации — 17 млрд долларов. Роб и Элис входят в правление семейного фонда Walton Family Foundation. Семья Уолтонов занимала пять мест в десятке самых богатых людей США до 2005 года.

## Награды
- Президентская медаль Свободы, 1992 г.